# برنامه ریزی و طراحی شبکه
برنامه ریزی و طراحی شبکه یک فرایند تکرار شونده است که شامل طراحی توپولوژیک ، ترکیب شبکه و تحقق شبکه است و با هدف اطمینان از اینکه شبکه یا خدمات ارتباطی از راه دور جدید نیازهای مشترک و اپراتور را برآورده می کند ، انجام می شود . فرآیند می تواند متناسب با هر شبکه یا سرویس جدید تنظیم شود.

## یک روش برنامه ریزی شبکه
یک روش قدیمی برنامه ریزی شبکه در زمینه تصمیمات تجاری شامل پنج لایه برنامه ریزی است ، یعنی:
- نیازسنجی و ارزیابی منابع
- برنامه ریزی کوتاه مدت شبکه
- منبع فناوری اطلاعات
- برنامه ریزی طولانی مدت و میان مدت شبکه
- عملیات و نگهداری

هر یک از این لایه ها شامل برنامه هایی برای افق های زمانی مختلف است ، یعنی لایه برنامه ریزی تجاری برنامه ریزی را تعیین می کند که اپراتور باید انجام دهد تا اطمینان حاصل شود که شبکه مطابق با طول عمر مورد نظر خود عمل می کند. با این وجود ، لایه Operations and Maintenance نحوه عملکرد شبکه را به صورت روزمره بررسی می کند.
روند برنامه ریزی شبکه با کسب اطلاعات خارجی آغاز می شود. این شامل:
- بررسی نحوه عملکرد شبکه / سرویس جدید ؛
- اطلاعات  مربوط به هزینه های اقتصادی
- جزئیات فنی قابلیت ها و توانایی های شبکه.[۱][۲]

برنامه ریزی یک شبکه  یا سرویس جدید شامل پیاده سازی یک سیستم  در چهار لایه اولیه مدل مرجع OSI است .  و  برای پروتکل ها و فن آوری های انتقال باید گزینه هایی انتخاب شود.
روند برنامه ریزی شبکه شامل سه مرحله اصلی است:
- طراحی توپولوژیک : این مرحله شامل تعیین محل قرارگیری اجزا و نحوه اتصال آنها است. روشهای بهینه سازی ( توپولوژیک ) که می تواند در این مرحله مورد استفاده قرار گیرد از ناحیه ای از ریاضیات به نام تئوری نمودار می آیند. این روش ها شامل تعیین هزینه های انتقال و سوئیچینگ و در نتیجه تعیین ماتریس اتصال بهینه و محل سوئیچ ها و متمرکز کننده ها است.[۱]
- سنتز شبکه : این مرحله شامل تعیین اندازه اجزای استفاده شده ، با توجه به معیارهای عملکرد مانند درجه خدمات (GOS) است. روش مورد استفاده به عنوان "بهینه سازی غیرخطی" شناخته می شود و شامل تعیین توپولوژی ، GoS مورد نیاز ، هزینه انتقال و غیره و استفاده از این اطلاعات برای محاسبه یک برنامه مسیریابی و اندازه اجزا است.
- تحقق شبکه : این مرحله شامل تعیین نحوه تأمین نیازهای ظرفیت و اطمینان از قابلیت اطمینان در شبکه است. روش مورد استفاده به عنوان "بهینه سازی جریان چند متغیره" شناخته می شود و شامل تعیین تمام اطلاعات مربوط به تقاضا ، هزینه ها و قابلیت اطمینان و سپس استفاده از این اطلاعات برای محاسبه یک برنامه مدار فیزیکی واقعی است.

مراحل به صورت مکرر و به موازات یکدیگر انجام می شوند.

## نقش پیش بینی
در فرایند برنامه ریزی و طراحی شبکه ،پیش بینی شدت ترافیک مورد نیاز و بار ترافیکی که شبکه باید پشتیبانی کند ، انجام می شود. اگر شبکه ای با ماهیت مشابه از قبل وجود داشته باشد ، می توان از اندازه گیری های ترافیکی چنین شبکه ای برای محاسبه بار دقیق ترافیک استفاده کرد. در صورت عدم وجود شبکه های مشابه ، برنامه ریز شبکه برای تخمین شدت ترافیک مورد انتظار باید از روش های پیش بینی ارتباط از راه دور استفاده کند.
روند پیش بینی شامل چندین مرحله است:
- تعریف یک مسئله ؛
- دریافت داده ها؛
- انتخاب روش پیش بینی ؛
- تجزیه و تحلیل / پیش بینی
- مستندات و تجزیه و تحلیل نتایج.

## ابعاد
ابعاد یک شبکه جدید حداقل ظرفیت مورد نیاز را تعیین می کند که همچنان امکان تأمین الزامات <a href="./Teletraffic%20Grade%20of%20Service" rel="mw:WikiLink" title="Teletraffic Grade of Service" class="mw-redirect cx-link" data-linkid="58">Teletraffic Grade of Service</a> را فراهم می کند. برای انجام این کار ، اندازه گیری شامل برنامه ریزی برای ساعت اوج ترافیک  ، یعنی ساعتی در طول روز است که در آن شدت ترافیک در اوج است.
فرآیند اندازه گیری شامل تعیین توپولوژی شبکه ، برنامه مسیریابی ، ماتریس ترافیک و الزامات GoS و استفاده از این اطلاعات برای تعیین حداکثر ظرفیت کنترل تماس سوئیچ ها و حداکثر تعداد کانال های مورد نیاز بین سوئیچ ها است. این فرایند به یک مدل پیچیده نیاز دارد که رفتار تجهیزات شبکه و پروتکل های مسیریابی را شبیه سازی می کند.
یک قانون برنامه ریزی شبکه این است که برنامه ریز باید اطمینان حاصل کند که بار ترافیک هرگز نباید به  100 درصدی ترافیک نزدیک شود. برای محاسبه ابعاد صحیح برای مطابقت با قانون فوق ، برنامه ریز باید اندازه گیری های مداوم از ترافیک شبکه را انجام دهد و منابع را به طور مداوم حفظ و ارتقا دهد تا نیازهای در حال تغییر را برآورده کند. یکی دیگر از دلایل بیش از حدی ترافیک این است که مطمئن شوید ترافیک را می توان در مورد تغییر مسیر یک شکست در شبکه رخ می دهد.
به دلیل پیچیدگی اندازه گیری شبکه ، این کار معمولاً با استفاده از ابزارهای نرم افزاری تخصصی انجام می شود. در حالی که محققان معمولاً برای مطالعه یک مشکل خاص ، نرم افزار سفارشی تهیه می کنند ، اپراتورهای شبکه معمولاً از نرم افزارهای برنامه ریزی شبکه تجاری استفاده می کنند.

## مهندسی ترافیک
در مقایسه با مهندسی شبکه ، که منابعی مانند پیوندها ، روترها و سوئیچ ها را به شبکه اضافه می کند ، مهندسی ترافیک تغییر مسیرهای ترافیکی در شبکه موجود را هدف قرار می دهد تا از شلوغی ترافیک کم شود و  تقاضای بیشتری برای ترافیک را تأمین کند.
این فناوری هنگامی که هزینه گسترش شبکه به طور غیر معمولی زیاد باشد و بار شبکه به طور مطلوبی متعادل نباشد اهمیت بالایی دارد. قسمت اول انگیزه مالی مهندسی ترافیک را فراهم می کند در حالی که قسمت دوم امکان استقرار این فناوری را فراهم می کند.

## زنده ماندن
زنده ماندن شبکه را قادر می سازد حداکثر اتصال شبکه و کیفیت خدمات را در شرایط خرابی حفظ کند. این یکی از نیازهای اساسی در برنامه ریزی و طراحی شبکه  است. این موضوع شامل  طراحی در زمینه توپولوژی ، پروتکل ، تخصیص پهنای باند و ... است. . شرط توپولوژی می تواند حفظ حداقل شبکه بین  دو دستگاه متصل در برابر هرگونه خرابی برای یک لینک یا گره باشد. الزامات پروتکل شامل استفاده از یک پروتکل مسیریابی پویا برای تغییر مسیر ترافیک در برابر پویایی شبکه در هنگام انتقال اندازه گیری شبکه یا خرابی تجهیزات است. الزامات تخصیص پهنای باند به طور  خودکار پهنای باند اضافی را برای جلوگیری از اتلاف ترافیک در شرایط خرابی شبکه اختصاص می دهد. این موضوع به طور فعال در کنفرانس هایی مانند کارگاه بین المللی طراحی شبکه های ارتباطی قابل اطمینان (DRCN) مورد مطالعه قرار گرفته است.

## طراحی شبکه بر اساس داده
جدیدا ، با افزایش نقش فناوری های هوش مصنوعی در مهندسی ، ایده استفاده از داده ها برای ایجاد مدل هایی بر اساس داده از شبکه های موجود ارائه شده است.  در این روش با تجزیه و تحلیل داده  شبکه های بزرگ  کار کرد، همچنین می توان رفتارهای کمتر دلخواهی را که ممکن است در شبکه های دنیای واقعی رخ دهد ، پیدا کرد و  آنها در طراحی های جدید جلوگیری کرد.
هر دو مورد  طراحی و مدیریت سیستم های شبکه ای را می توان با الگوی داده محور بهبود داد. مدلهای داده محور همچنین می توانند در مراحل مختلف چرخه عمر یک سرویس و مدیریت شبکه مانند ارائه خدمات ، بهینه سازی ، نظارت و تشخیص مورد استفاده قرار گیرند.

## ابزارها
باتوجه به فناوری های مورد استفاده ، ابزارهای متفاوتی برای برنامه ریزی و طراحی شبکه در دسترس است. این شامل:
- OPNET
- NetSim